# Норд
Норд е едно от най-близко разположените до Северния полюс населени места.
Намира се на остров Гренландия и е на приблизително 850 километра от географския северен полюс. Базата е обитавана целогодишно от 4 датски офицери, но през летните месеци често пристигат около 20 изследователи.